# Daron Rahlves
Daron Rahlves, född 12 juni 1973 i Kalifornien är amerikansk freestyleskidåkare och före detta alpin skidåkare.
Rahlves hade sina största framgångar i fartgrenarna med totalt 12 världscupssegrar i Super G och störtlopp. Dessutom hann han med 3 mästerskapsmedaljer däribland guld i Super-G vid VM 2001 i St Anton.
Rahlves meddelade efter säsongen 2005/06 att han slutade med alpin skidåkning och började därefter med skicross. Under X Games 2008 vann han guld i skicross. 

## Segrar i Världcupen
| Datum             | Plats        | Tävlingsform |
| ----------------- | ------------ | ------------ |
| 3 mars, 2000      | Kvitfjell    | Störtlopp    |
| 4 mars, 2000      | Kvitfjell    | Störtlopp    |
| 29 december, 2002 | Bormio       | Störtlopp    |
| 25 januari, 2003  | Kitzbühel    | Störtlopp    |
| 5 december, 2003  | Vail         | Störtlopp    |
| 23 januari, 2004  | Kitzbühel    | Super-G      |
| 7 mars, 2004      | Kvitfjell    | Super-G      |
| 10 mars, 2004     | Sestrière    | Störtlopp    |
| 11 mars, 2005     | Lenzerheide  | Super-G      |
| 2 december, 2005  | Beaver Creek | Störtlopp    |
| 29 december, 2005 | Bormio       | Störtlopp    |
| 14 januari, 2006  | Wengen       | Störtlopp    |